# Rocroi, el último tercio
Rocroi, el último tercio es un cuadro al óleo sobre lienzo pintado en 2011 por el artista español Augusto Ferrer-Dalmau. La obra retrata los últimos momentos de la batalla de Rocroi, librada dentro del contexto de la Guerra de los Treinta Años el 19 de mayo de 1643 en las cercanías de Rocroi, al norte de Francia, en la que las tropas francesas comandadas por el duque de Enghien derrotaron al ejército imperial español bajo mando del portugués Francisco de Melo. La pintura representa al último tercio español superviviente mientras espera la acometida de la artillería y los caballeros franceses que habían hecho huir o aniquilado al resto del ejército español. 
Con un formato apaisado de 170 × 100 cm, este cuadro de estilo realista del pintor barcelonés Augusto Ferrer-Dalmau se enmarca dentro de la tradición de la pintura de historia española y evidencia clara influencia de una obra maestra de la pintura coetánea a la batalla como La rendición de Breda, de Diego Velázquez, y del cuadro del artista inglés William Barnes Wollen (1857-1936) que recrea la aniquilación de un ejército británico en la batalla de Gandamak.
Con una técnica meticulosa y numerosos detalles que enriquecen el retrato histórico y militar, Rocroi, el último tercio es un cuadro que se caracteriza por presentar unos soldados de gesto y postura gallarda y valiente, con unos rostros en los que se dibuja tanto la resignación a la derrota como el deseo de conservar intacto un honor que se habían ganado en siglo y medio de victorias sobre sus enemigos. Esta derrota se considera el principio del fin de la hegemonía militar española en el continente europeo y por ello el cuadro está tamizado de un tono crepuscular acorde con el momento histórico. En palabras de su amigo el escritor y miembro de la Real Academia Española, Arturo Pérez-Reverte (cuyo rostro aparece en segundo plano en el cuadro):

El cuadro es soberbio, como digo. O me lo parece. Retrata a la pobre y dura España de toda la vida [...]; el desordenado palilleo de picas que eriza la formación, tan diferente a las victoriosas lanzas que pintó Velázquez [...]. Y sobre todo, la expresión de los soldados que miran al enemigo-espectador con rencor homicida.

Este académico también escribió una crónica desgarradora del cuadro titulada El perro de Rocroi.

## Exposiciones y publicaciones
El cuadro fue presentado por primera vez en el Palacio de Capitanía de Madrid el 6 de octubre del 2011 y desde entonces se ha expuesto en el Museo de la Diputación de Pontevedra, en el Palacio de la Capitanía General de Canarias en Santa Cruz de Tenerife, en el Palacio Militar de Las Palmas de Gran Canaria y en el palacio Real de Valladolid, donde hay una sala dedicada al cuadro con una reproducción en tamaño original y los bocetos del mismo, llamada Sala de los Tercios Españoles. 
Sobre el cuadro se ha escrito y editado por segunda vez el libro Ferrer-Dalmau. Rocroi, El Último Tercio, donde se cuenta el proceso de su realización, explicando la fase documental, el planteamiento, los bocetos y el desarrollo. La obra ha sido objeto de numerosa publicaciones tanto españolas como extranjeras y muy difundido en la red en blogs, webs, portales... También ha sido reproducido en obras escultóricas por los mejores modelistas y expuestas en el Museo del Ejército de Toledo junto a una reproducción del cuadro.

## Galería

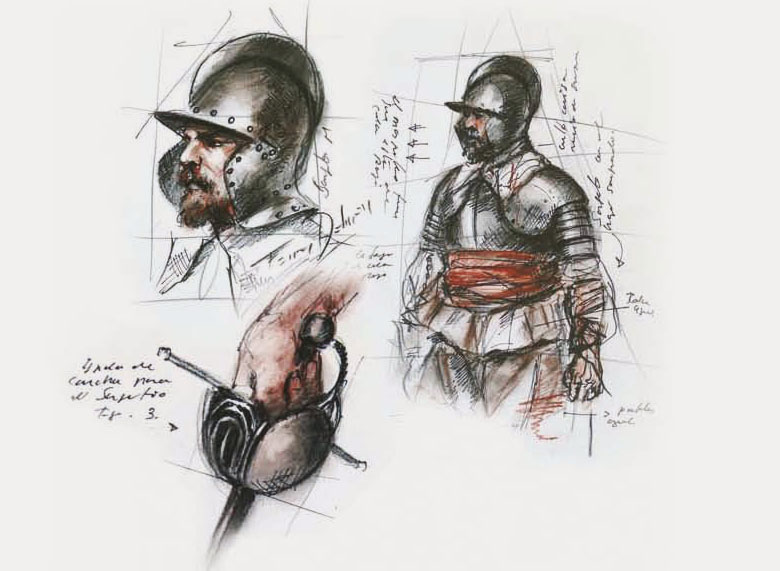
Boceto del artista para el personaje central.
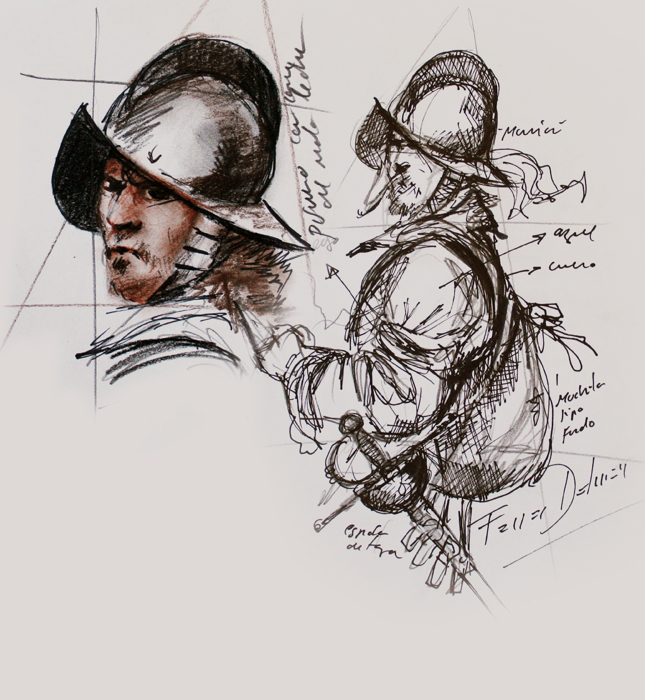
Boceto para uno de los piqueros.
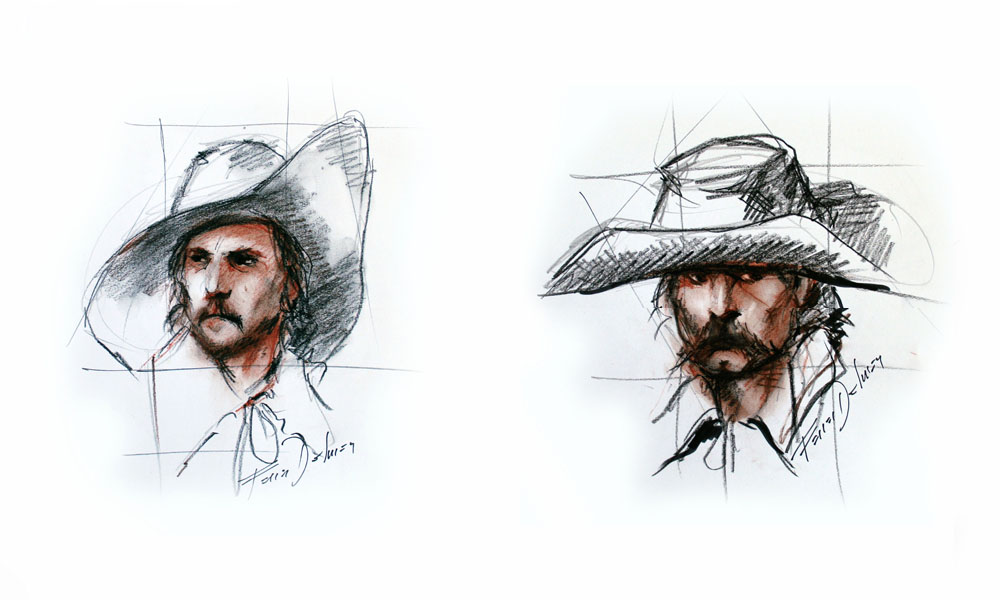
Boceto para dos personajes.
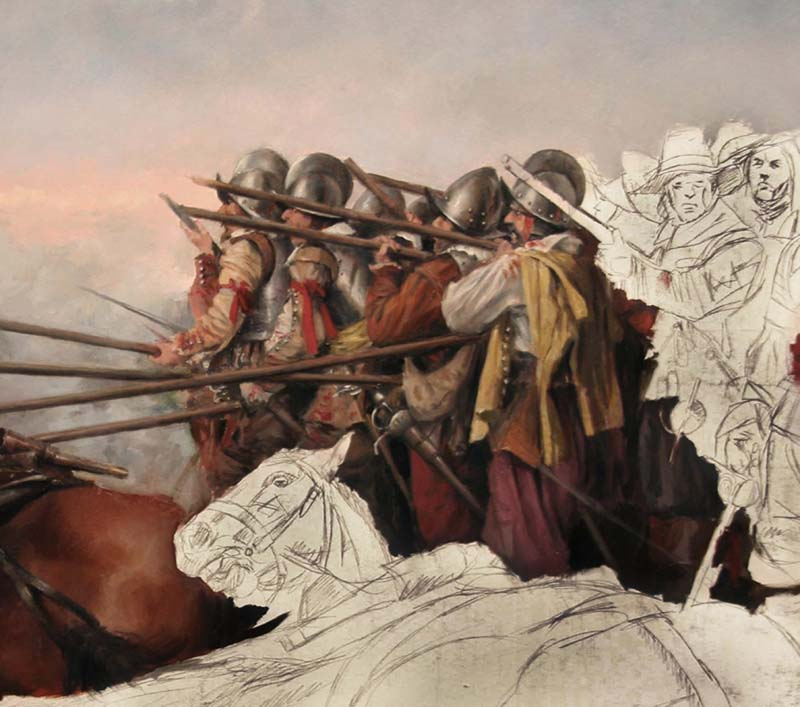
Proceso.
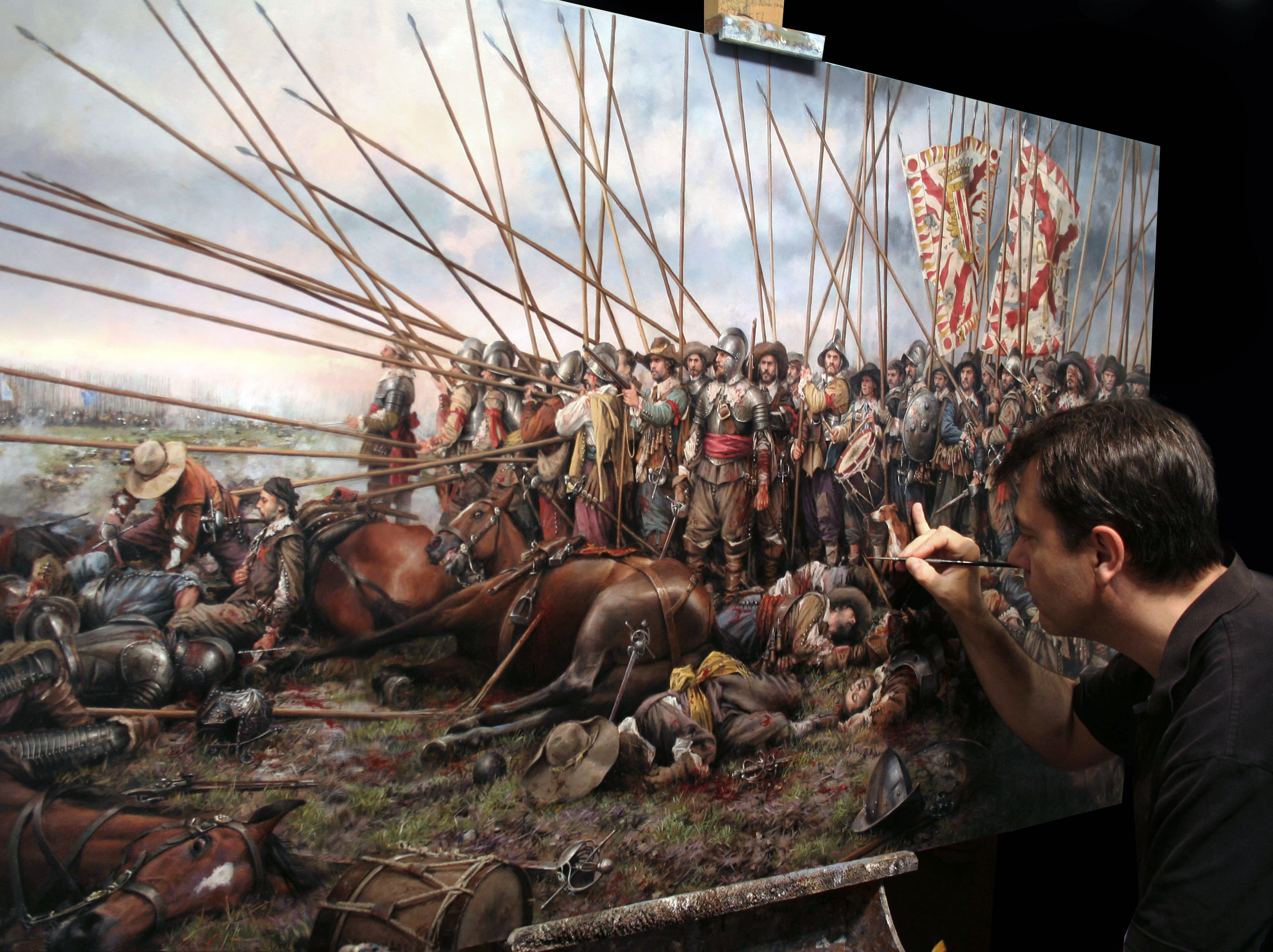
El artista realizando los últimos retoques.

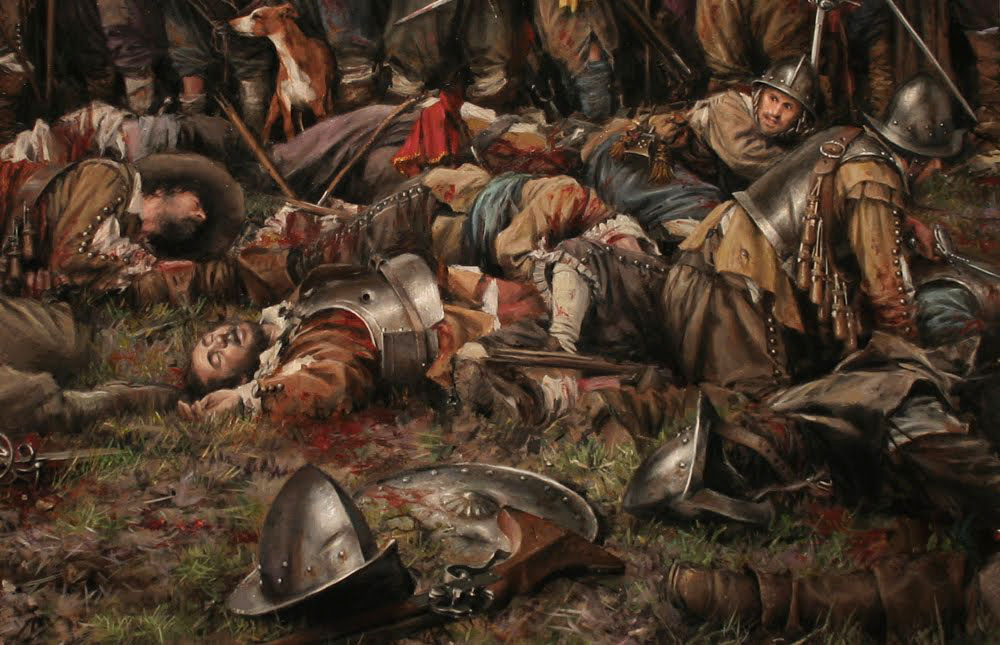
Detalle de la parte inferior derecha.
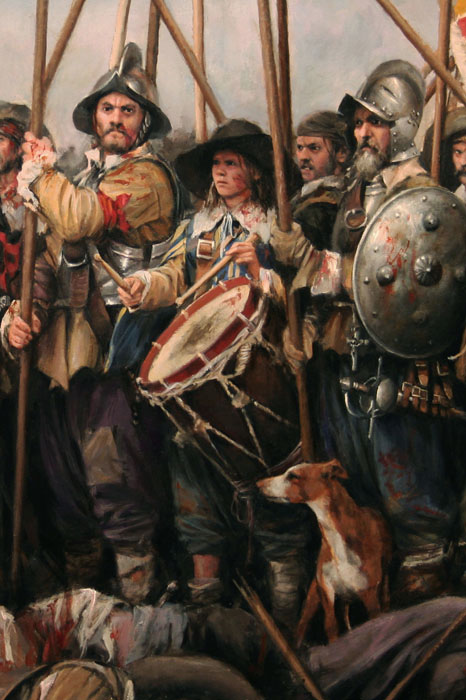
Detalle de la parte central.
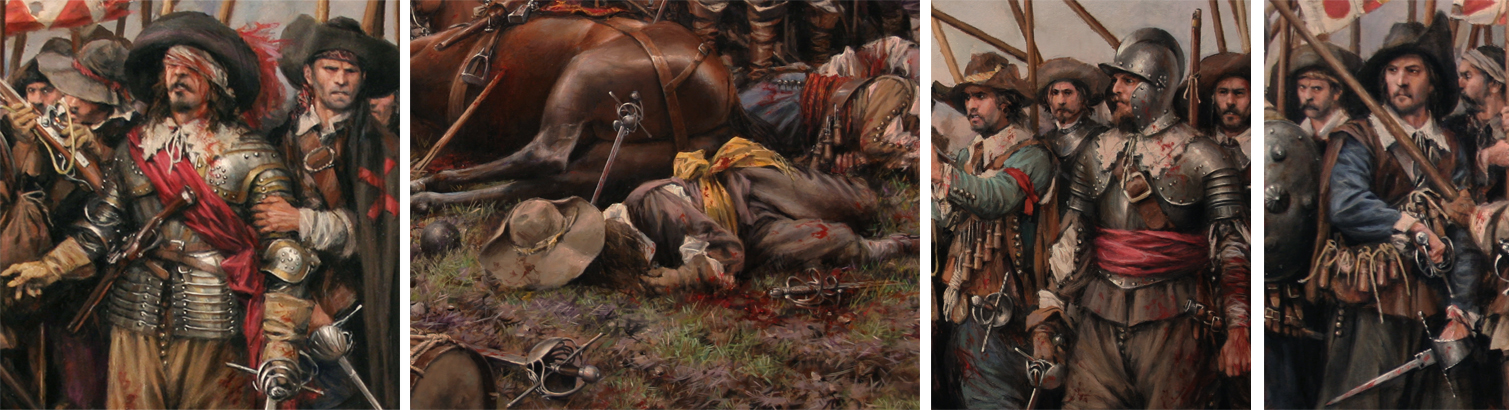
Secuencias de Rocroi.